# Evacanthinae
Sous-famille
Les Evacanthinae sont une sous-famille d'insectes de l'ordre des Hémiptères (les hémiptères sont caractérisés par leurs deux paires d'ailes dont l'une, en partie cornée, est transformée en hémiélytre), de la famille des Cicadellidae.
Ces insectes communément appelés cicadelles, sont des insectes sauteurs et piqueurs et ils se nourrissent de la sève des végétaux grâce à leur rostre.

## Liste des tribus
Selon BioLib (1er nov 2013)
- Balbillini Baker, 1923
- Evacanthini Metcalf, 1939
- Nirvanini Baker, 1923
- Pagaroniini Anufriev, 1978
  - sous-tribu Friscanina Anufriev, 1978
  - sous-tribu Pagaroniina Anufriev, 1978

## Liste des genres
A compléter...
- Evacanthus Le Peletier & Serville, 1825
- Sophonia